# Claudio Vandelli (Dirigent)
Claudio Vandelli (* 1967 in Mailand) ist ein italienischer Dirigent.

## Leben
Vandelli studierte Klarinette und Dirigieren in Mailand, wo er unter anderem von Sergiu Celibidache und Carlo Maria Giulini gefördert wurde. 1999 war er an der Gründung des Verbier Festival Orchestra beteiligt und Leiter des Music Department Azswahl der Musiker für das neu gegründete Verbier Festival Chamber Orchestra, dessen erste internationale Tour mit der Solistin Khatia Buniatishvili er 2005 dirigierte.
Seit 2010 dirigierte Vandelli zahlreiche Konzerte mit den Solisten Anna Netrebko und Erwin Schrott, unter anderem in der Kölner Philharmonie und der Prager Philharmonie. Er arbeitete seitdem regelmäßig mit beiden Solisten.
2012 wurde die Aufnahme von Igor Raykhelsons Viola Concerto, dirigiert von Vandelli, auf dem britischen Label Toccata Classics veröffentlicht, Solist ist Yuri Bashmet.
2014 dirigierte Vandelli im Rahmen der Olympischen Winterspiele das Abschlusskonzert des Sotchi Winterfestival mit Solisten wie Yuri Bashmet, Vadim Repin, Denis Matsuev und Avi Avital.
Im Sommer 2015 übernahm Vandelli die musikalische Leitung des Open-Air-Konzerts „Sommernachtsmusik“ für das ZDF auf dem Königsplatz in München, für das er mit Solisten wie Anna Netrebko, Thomas Hampson und Jonas Kaufmann arbeitete.
2017 dirigierte Vandelli das Orchester des Bolschoi Operntheaters Minsk für die Konzerttour "The Music of John Williams", in der Stücke aus der Musik für Filme wie Harry Potter, E.T. und Indiana Jones aufgeführt wurden.
Seit 2020 ist Vandelli erster Chefdirigent der Würth Philharmoniker, für die er bereits seit 2019 als Artistic Consultant tätig war. Im Februar 2020 wurde mit einer Aufnahme von Johannes Brahms Klavierquartett, orchestriert von Arnold Schönberg, das erste Album des Orchesters veröffentlicht.
Vandelli arbeitete regelmäßig mit dem Novaya Rossiya State Symphony Orchestra Moskau und dem Youth Symphony Orchestra of Russia. Er dirigierte Orchester wie das Royal Philharmonic Orchestra London, die Hamburger Symphoniker oder das Royal Danish Orchestra und war auf Bühnen wie dem Teatro Colon Buenos Aires, dem Wiener Konzerthaus (u. a. mit Juan Diego Florez) und Musikverein, der Prager Smetana Hall und des Tschaikowsky Conservatory in Moskau zu Gast, sowie bei Festspielen in Baden-Baden und Aix-en-Provence. Außerdem wählte Vandelli jährlich die Musiker für das Pan-Caucasian Youth Orchestra aus, das mit Musikern aus verschiedenen Ländern der Kaukasusregion besetzt ist und seit 2019 beim Tsinandali Festival in Georgien residiert.

## Veröffentlichungen
- 2012: Igor Raykhelson’s Viola Concerto, Toccata Classics
- 2020: Johannes Brahms (Orchestrierung von Arnold Schönberg): Klavierquartett Nr.1; Akademische Festouvertüre. Würth Philharmoniker, Claudio Vandelli